# Thomas Mogensen
Thomas Mogensen (Odder, 1983. január 30. –) dán válogatott kézilabdázó, posztját tekintve: irányító. Jelenleg a dán Skjern Håndbold játékosa.

## Pályafutása
Pályafutása során megfordult több dán csapatban is. Játékosa volt többek között az Odder IGF, a Viborg HK és a GOG Svendborg TGI együtteseinek. 2007-ben Németországba szerződött a Flensburg gárdájához, ahol pályafutása legnagyobb részét töltötte. 11 év után visszatért Dániába, a bajnok Skjern Håndbold játékosa lett.
A dán válogatottban 2003-ban mutatkozhatott be. A 2011-es világbajnokságon ezüstérmet szerzett a nemzeti csapat tagjaként. A válogatottságtól 2014-ben vonult vissza.

## Sikerei

### Válogatottban
- Világbajnokság: 
  - 2. hely: 2011
- Európa-bajnokság: 
  - 1. hely: 2012

### Klubcsapatban
- Dán bajnokság: 
  - 1. hely: 2004, 2007
- Dán-kupa: 
  - 1. hely: 2005
- Bundesliga: 
  - 1. hely: 2018
  - 2. hely: 2008
- EHF-kupagyőztesek Európa-kupája:
  - 1. hely: 2012
- Bajnokok Ligája:
  - 1. hely: 2014